# Emgrand X7
Geely Emgrand X7 або Emgrand EX7  — 5-місний передньопривідний кросовер компанії Geely.

## Опис

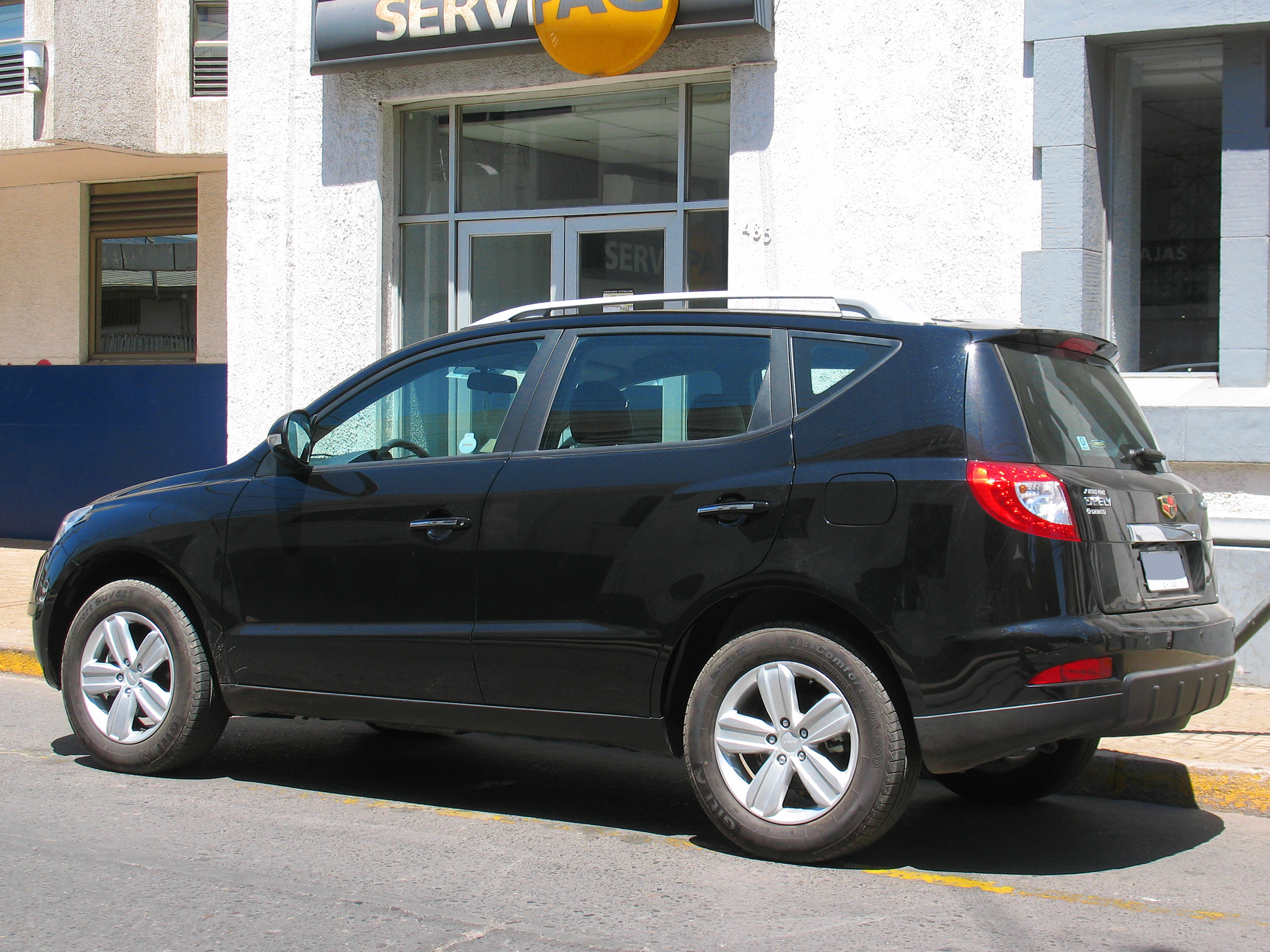
Emgrand EX7

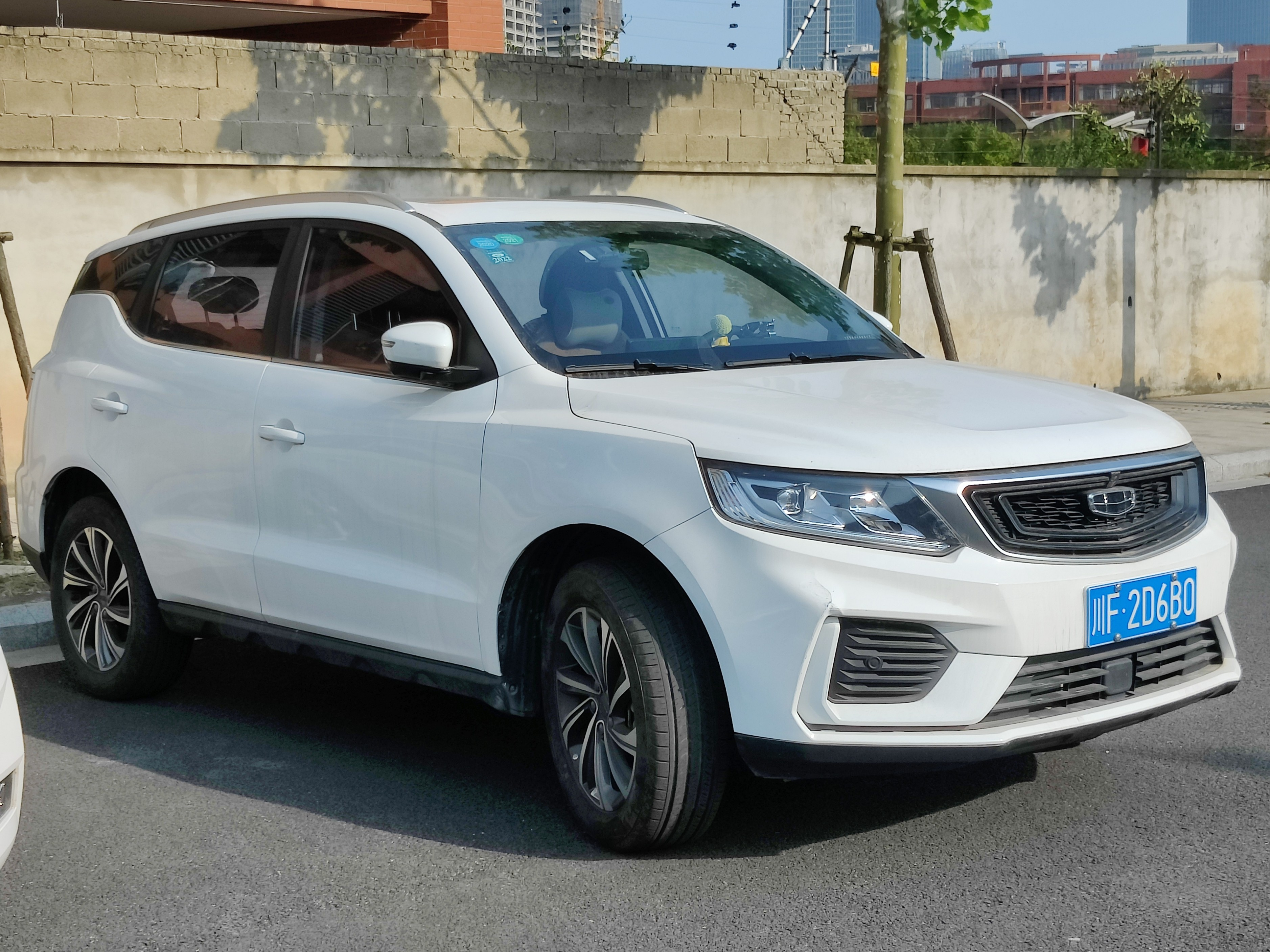
Emgrand X7 (2016-2021)

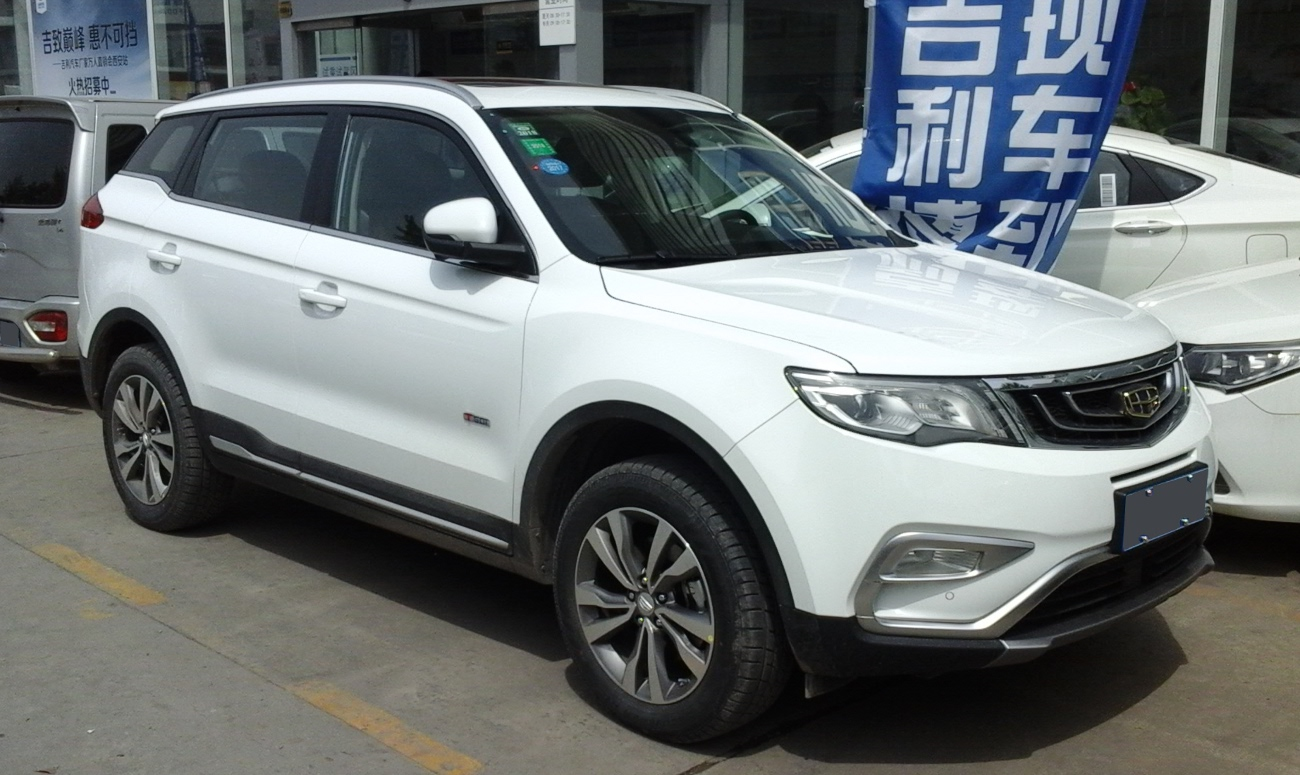
Emgrand X7 Sport (з 2016)

Дебют серійної версії моделі відбувся в грудні 2011 року на автосалоні в Гуанчжоу. У Китаї та на деяких інших ринках Geely Emgrand X7 відомий під іменами GLEagle GX7, Global Hawk GX7, Geely GX7 а також Englon SX7.
На момент дебюту силовим агрегатом Geely Emgrand X7 виступив 1,8-літровий 4-циліндровий двигун CVVT потужністю 127 к.с. і крутний момент 162 Нм, що працює в парі з 5-ступінчастою механічною коробкою передач. Пізніше з'явилися версії з 2,0-літровим двигуном потужністю 139 к.с. і крутний момент 178 Нм, а також з 2,4-літровим потужністю 158 к.с. і крутний момент 220 Нм, додавши як опційну трансмісію 6-ступінчасту автоматичну КПП.
У 2014 році автомобіль пережив фейсліфтінг - була незначно змінена зовнішність X7. Оновлена модель була представлена на Пекінському автосалоні в квітні того ж року.
Ще один рестайлінг стався в 2016 році: також злегка змінився зовнішній вигляд (зокрема оптика, бампера) та інтер'єр (приладова панель). 

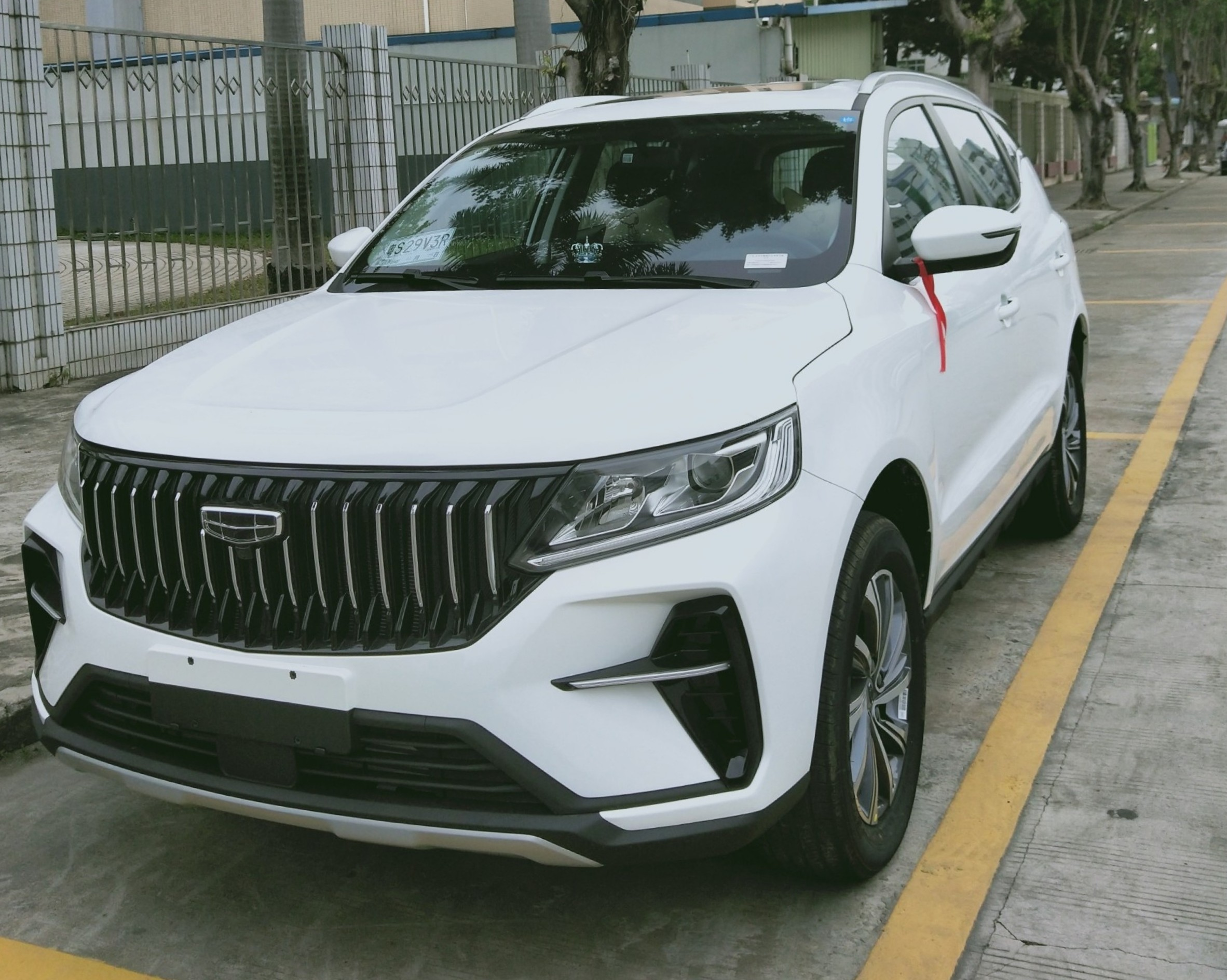
Emgrand X7 (2021-2024)

Заснований на оновленні 2021 модельного року, Yuanjing X6 отримав ще одне оновлення  і перейменований на Haoyue Pro для 2024 модельного року, незважаючи на те, що він не пов’язаний з трирядним кросовером Geely Haoyue. Haoyue Pro продається з січня 2024 року.

### Emgrand X7 Sport
26 березня 2016 року дебютував новий кросовер Geely Emgrand X7 Sport. Автомобіль був розроблений командою на чолі з Пітером Хорбюрі, зовнішній дизайн автомобіля поєднує в собі традиційні китайські елементи культури з сучасними мовами моди. З моменту його випуску, кросовер отримав багато уваги у китайському автомобілі ринок.
На деяких ринках автомобіль продається як Geely Boyue та Geely Atlas. 

## Будова автомобіля
Автомобіль доступний з трьома атмосферними бензиновими двигунами об'ємом 1,8, 2,0 і 2,4 літра. Всі двигуни відповідають стандарту Євро-5. Не має повний привід. Коробки передач 2 - 5-швидкісна механічна і 6-ступінчаста автоматична (гідротрансформатор).
- Шини - 225/65 R17
- Передня підвіска - незалежна, McPherson, пружинна
- Задня підвіска - незалежна, багатоважільна, пружинна
- Рульове управління - гідропідсилювач керма
- Гальма - дискові (передні - вентильовані)

У базовій (Standart) комплектації X7 має ESP, фронтальні подушки безпеки, ABS, електропривод всіх стекол і дзеркал, підігрів передніх сидінь, кондиціонер. У середній (Comfort) - шкіряні сидіння, датчики паркування, клімат-контроль, легкосплавні диски і повний привід.

### Безпека

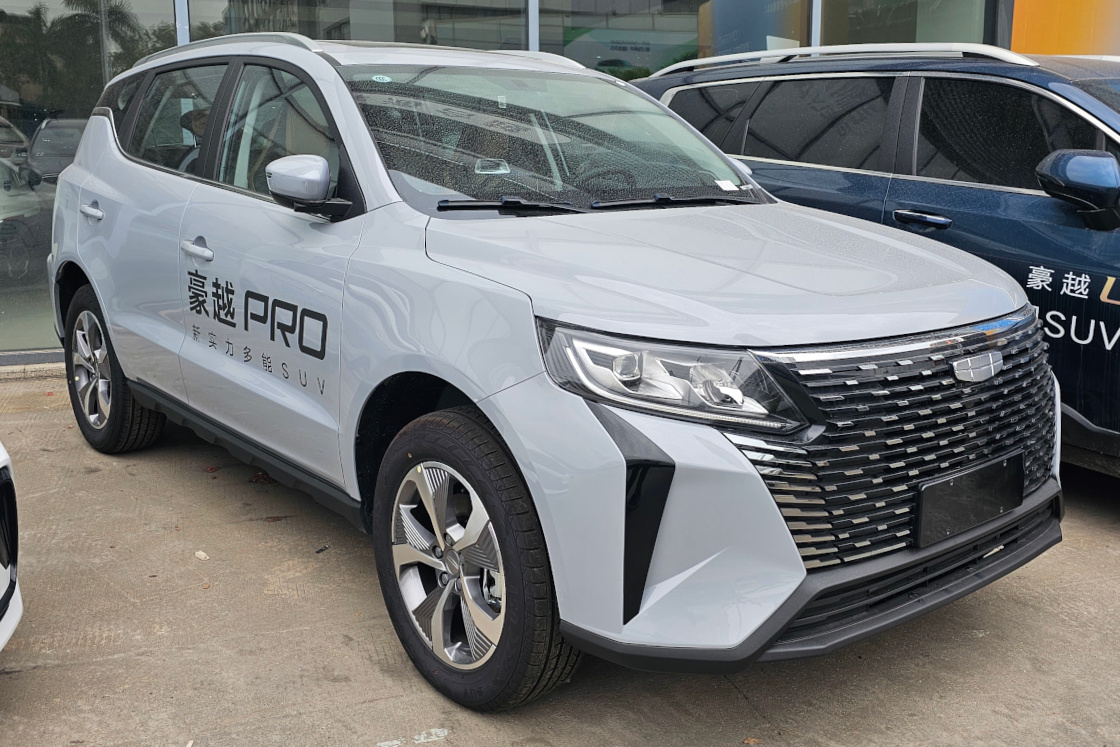
Emgrand X7 (з 2024)

За результатами краш-тестів проведених за методикою C-NCAP (China-NCAP) автомобіль Geely Emgrand X7 отримав п'ять зірок за безпеку.
В ході краш-тестів Geely Emgrand X7 отримав сумарну оцінку 50,3 бали із можливих 50, що є найвищим результатом серед всіх автомобілів які проходили цей тест.
| Зірки в C-NCAP з Краш-тесту |

### Двигуни
- 1.8L 4G18 I4 127 к.с.
- 2.0L 4G20 I4 139 к.с. 191 Нм
- 2.4L 4G24 I4 150 к.с. 225 Нм